# Anita Kerr

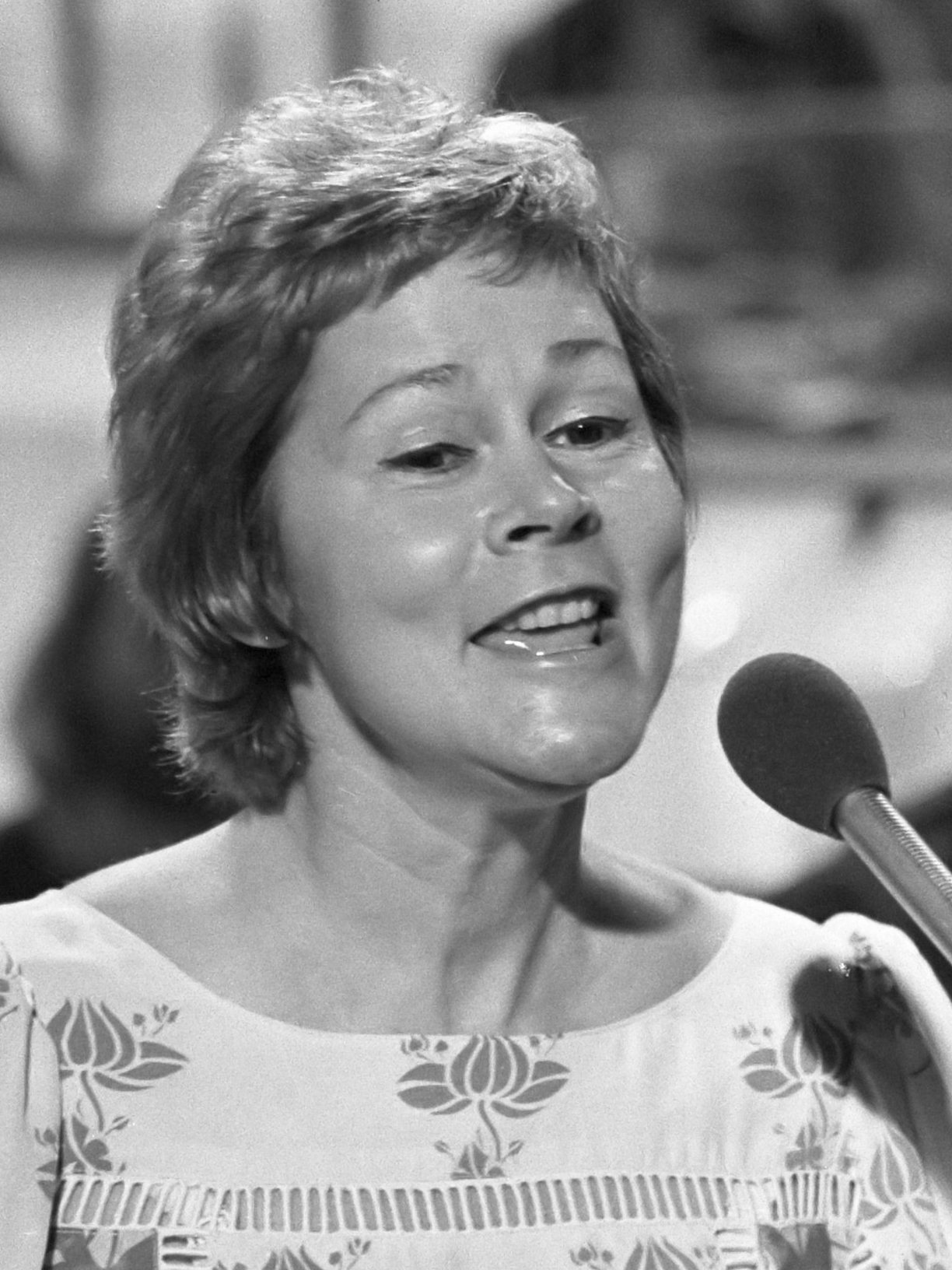
Anita Kerr (1974)

Anita Kerr (* 13. Oktober 1927 als Anita Jean Grilli in Memphis, Tennessee; † 10. Oktober 2022 in Carouge, Genf) war eine US-amerikanische, mit drei Grammys ausgezeichnete Sängerin, Arrangeurin, Komponistin, Dirigentin, Pianistin und Musikproduzentin.

## Leben
Kerr wurde 1927 in Memphis als Tochter italoamerikanischer Eltern mit musikalischem Hintergrund geboren. Bereits mit vier Jahren erhielt sie klassischen Klavierunterricht, und mit neun spielte sie Pfeifenorgel in der Kirche. In dieser Zeit begann sie auch mit dem Schreiben von Gesangsarrangements.
Ende der 1940er Jahre zog sie nach Nashville und startete eine professionelle Musikkarriere. Sie leitete eine achtköpfige Chorgruppe in der regionalen Radiosendung Sunday Down South. Anfang der 1950er Jahre gründete sie The Anita Kerr Quartet, das später auch als The Anita Kerr Singers viele erfolgreiche Easy-Listening-Alben aufnahm. Parallel dazu stieg sie zu einer der führenden Arrangeure und Produzenten in Nashville auf. Hier prägte sie maßgeblich den Nashville Sound und verantwortete Produktionen für Country-Stars wie Jim Reeves, Chet Atkins, Hank Locklin oder Skeeter Davis. Im Background waren Kerr und ihre Sänger neben zahlreichen Country-Platten auch auf Alben von Pop-Größen wie Perry Como, Rosemary Clooney, Roy Orbison oder Pat Boone zu hören.
Ihren ersten Hit hatte Kerr mit der Doo-Wop-Gruppe The Little Dippers: Forever erreichte 1960 Platz neun der US-Single-Charts. Unter einem weiteren Pseudonym, Anita And Th’ So-And-So’s, gelang ihr 1962 mit der Single Joey Baby Platz 91 in den USA. Mit den Anita Kerr Singers gelangen ihr 1967 gleich drei Hits in den Easy-Listening-Charts: I Can't Help Remembering You, In the Morning und One in a Row.
Die Anita Kerr Singers nahmen eine Reihe von Konzeptalben auf, die sich ausgewählten Komponisten und Sängern widmeten: We Dig Mancini (1965) Bert Kaempfert Turns Us On! (1967), I Sang With Jim Reeves (1968), The Anita Kerr Singers Reflect on the Hits Of Burt Bacharach & Hal David (1969), Simon And Garfunkel Songbook (1971) und Anita Kerr Performs Wonders (1979).
Zwischen 1963 und 1978 wurde Kerr für sieben Grammys nominiert; dreimal erhielt sie die Auszeichnung. Insbesondere die beiden Preise 1965 und 1966 wurden teilweise kontrovers diskutiert, da sich Kerr mit ihrer Gesangsgruppe in der Kategorie Best Performance by a Vocal Group gegen die seinerzeit größten Pop-Bands wie die Beatles und Beach Boys durchsetzen konnte. 1970 zog sie in die Schweiz und veröffentlichte bis zum Ende des Jahrzehnts regelmäßig Platten. Musikalisch widmete sie sich verstärkt der christlichen Pop- und der Gospel-Musik.
1985 komponierte sie den Titel Piano, Piano, der als Schweizer Beitrag zum Eurovision Song Contest eingereicht wurde. Mit einem Text von Trudi Müller-Bosshard und den Interpreten Mariella Farré und Pino Gasparini erreichte das Lied Platz 12. Kerr leitete als dritte Frau überhaupt auch das Orchester. 1992 erhielt sie den NARAS Governors Award in „Anerkennung ihres herausragenden Beitrags zur US-amerikanischen Musik“.
Anita Kerr lebte zuletzt im schweizerischen Genf, wo sie im Oktober 2022 im Alter von 94 Jahren starb.